# Halsted
Halsted er en lille landsby på Lolland som grænser op til motortrafikvejen til Tårs Færgehavn. Fra landsbyen er der 7 kilometer til Nakskov og 22 til Maribo. Den ligger i Lolland Kommune og tilhører Region Sjælland.
I Halsted ligger Halsted Kirke, Halsted Kloster samt Halstedhus Efterskole.
54°50′51.92″N 11°13′28.22″Ø / 54.8477556°N 11.2245056°Ø
|  | Denne artikel om lokaliteten Halsted kan blive bedre, hvis der indsættes et (bedre) billede. Du kan hjælpe ved at afsøge Wikimedia Commons for et passende billede eller lægge et op på Wikimedia Commons med en af de tilladte licenser og indsætte det i artiklen. |